# Emurena fernandezi
Emurena fernandezi är en fjärilsart som beskrevs av Watson 1975. Emurena fernandezi ingår i släktet Emurena och familjen björnspinnare. Inga underarter finns listade i Catalogue of Life.